# Seares (cráter)
Seares es un cráter de impacto ubicado en la parte norte de la cara oculta de la Luna. Se encuentra al este-noreste de la llanura amurallada del cráter Schwarzschild, y al oeste del prominente cráter Karpinskiy.
El borde de este viejo cráter aparece desgastado y golpeado por distintos impactos, formando un anillo irregular de picos, valles y crestas sobre el suelo interior. El cráter satélite Seares B atraviesa el borde noreste del cráter principal, al igual que otros pequeños cráteres en otras partes del brocal. El borde noroeste y las rampas externas de Seares cubren la mitad de un viejo cráter que es casi del mismo tamaño.
El suelo interior aparece casi nivelado en distintas zonas, pero está marcado por una multitud de diminutos cráteres de dimensiones variables. Una serie de crestas, surcos y pequeños cráteres forman una banda a través de la parte central del suelo de oeste a este.

## Cráteres satélite

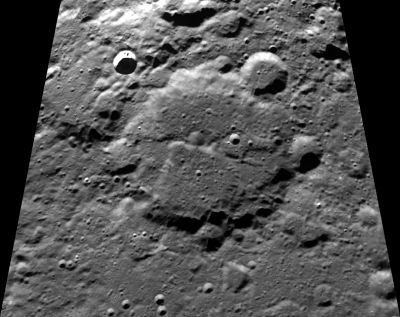
Fotografía de la misión Clementine (1994)

Por convención estos elementos son identificados en los mapas lunares poniendo la letra en el lado del punto medio del cráter que está más cercano a Seares.
|        | \| Seares \| Coordenadas \| Diámetro \| \| ------ \| ------------------------------ \| -------- \| \| B \| 75°42′N 149°42′E / 75.7, 149.7 \| 26 km \| \| Y \| 77°54′N 139°30′E / 77.9, 139.5 \| 37 km \| |          |
| Seares | Coordenadas | Diámetro |
| B      | 75°42′N 149°42′E / 75.7, 149.7 | 26 km    |
| Y      | 77°54′N 139°30′E / 77.9, 139.5 | 37 km    |